# Bertel Udsen
Bertel Udsen (23. november 1918 på Frederiksberg – 1. april 1992 i Hjortekær) var en dansk arkitekt, der er kendt for sine modernistiske enfamiliehuse.

## Uddannelse og rejser
Bertel Udsen var søn af civilingeniør, senere underdirektør Niels Jørgen Eliot Udsen og sygeplejerske Johanne Amalie Myhre. Han blev student fra Holte Gymnasium i 1937 og kom på Kunstakademiets Arkitektskole, hvorfra han tog afgang i 1943.
Han foretog livet igennem studierejser i det meste af Europa samt i Egypten, Persien, Irak, Tyrkiet, Indien, Nepal, Japan, USA og Kina og var derfor velbevandret i antikkens og oldtidens arkitektur. I USA oplevede han Frank Lloyd Wrights tidlige arbejder.

## Karriere
Udsen var ansat på flere større tegnestuer i Danmark og Sverige – Povl Baumann, Backström & Reinius i Stockholm, Ole Helweg og Palle Suenson – førend han åbnede egen tegnestue i 1956. Det var i efterkrigstiden, hvor der for alvor kom gang i enfamiliehusbyggeriet, som blev en favoritopgave for Udsen, hvis villaprojekter ofte blev præmieret.
Hans produktion af enfamiliehuse udviser stor homogenitet i planløsninger, materialer og farver. Hans boligplaner er enkle og gennemarbejdede, værelsernes mål er nøje bestemt af senges og møblers størrelser. Udsen tegnede også helt små huse, som alligevel synes rummelige som følge af den omhyggelige planløsning, samt de skrå lofter, skydedøre, gennemgående vinduesbånd og forskellige gulvniveauer, bestemt efter det omgivende terræn.
Udsen var medlem af optagelsesnævnet i Danske Arkitekters Landsforbund, censor ved Charlottenborg Forårsudstilling 1968, medlem af Akademiraadet 1984-88, medlem af Boligministeriets Arkitektnævn og dommer i adskillige arkitektkonkurrencer.
Han modtog C.F. Hansen Medaillen 1955, Bissens Præmie 1960, Eckersberg Medaillen 1962, Træprisen 1972 og pris fra Non Nobis Fonden 1988. 
Han udstillede på Charlottenborg Forårsudstilling 1944, 1947, 1955 (sammen med Finn Monies), 1957, 1960, 1963-64, 1973 og 1976 og på Habitations individuelles au Danemark, Paris 1955 samt Typehusudstilling, Brabrand 1968.
Udsen giftede sig 7. november 1942 i Vedbæk med væveren Gunvor Lassen (13. marts 1921 i Vedbæk), datter af prokurist, senere direktør Kaj Vilhelm L. og Emy Signhild Birgitta Larsson. Han er begravet på Vedbæk Kirkegård.

## Værker
- Eget hus, Bjælkevangen 15, Hjortekær (1956, præmieret af Lyngby-Taarbæk Kommune)
- Hegnsvej, Nærum (1957)
- Hannelundsvej, Rungsted Kyst (1957)
- Enfamiliehus, Hestehaven. Rungsted (1960)
- 33 rækkehuse, Kuben/Frederik Clausens Vænge, Øverød (1962-64)
- 2 enfamiliehuse, Valdkær, Holte (1966)
- Villa Kathus, Norske Allé 15, Holte (1968)
- Feriehus, Langesøvej, Rørvig (1972)
- Ellesvinget 6, Vedbæk - Landsted (1974)
- Søllerød Golfklub (1980)
- I alt ca. 350 enfamiliehuse, fritidshuse og samlede bebyggelser af lave huse

### Konkurrencer
- Langeliniepavillonen, København (1953, præmieret sammen med Finn Monies)
- Enfamiliehuse af gasbeton (1955)
- Mit eget hus (1958, præmieret)